# Rue de Brosse
Pour les articles homonymes, voir de Brosse.
La rue de Brosse est une voie, ancienne, située dans le quartier Saint-Gervais du 4e arrondissement de Paris.

## Situation et accès
La rue de Brosse, qui a une longueur de 58 mètres et une largeur de 10 mètres, est située dans le 4e arrondissement, quartier Saint-Gervais, commence au 90 du quai de l'Hôtel-de-Ville et finit au 1, place Saint-Gervais. Elle se trouve près de l'hôtel de ville et de l'église Saint-Gervais-Saint-Protais.
Les voies rencontrées par la rue de Brosse sont :
- rue François-Miron ;
- rue de l'Hôtel-de-Ville ;
- quai de l'Hôtel-de-Ville.

On accède à la place par les stations Hôtel de Ville des lignes 1 et 11 et Pont Marie de la ligne 7.

## Origine du nom
Elle porte le nom de Salomon de Brosse dit Jacques de Brosse, architecte de l'église Saint-Gervais.

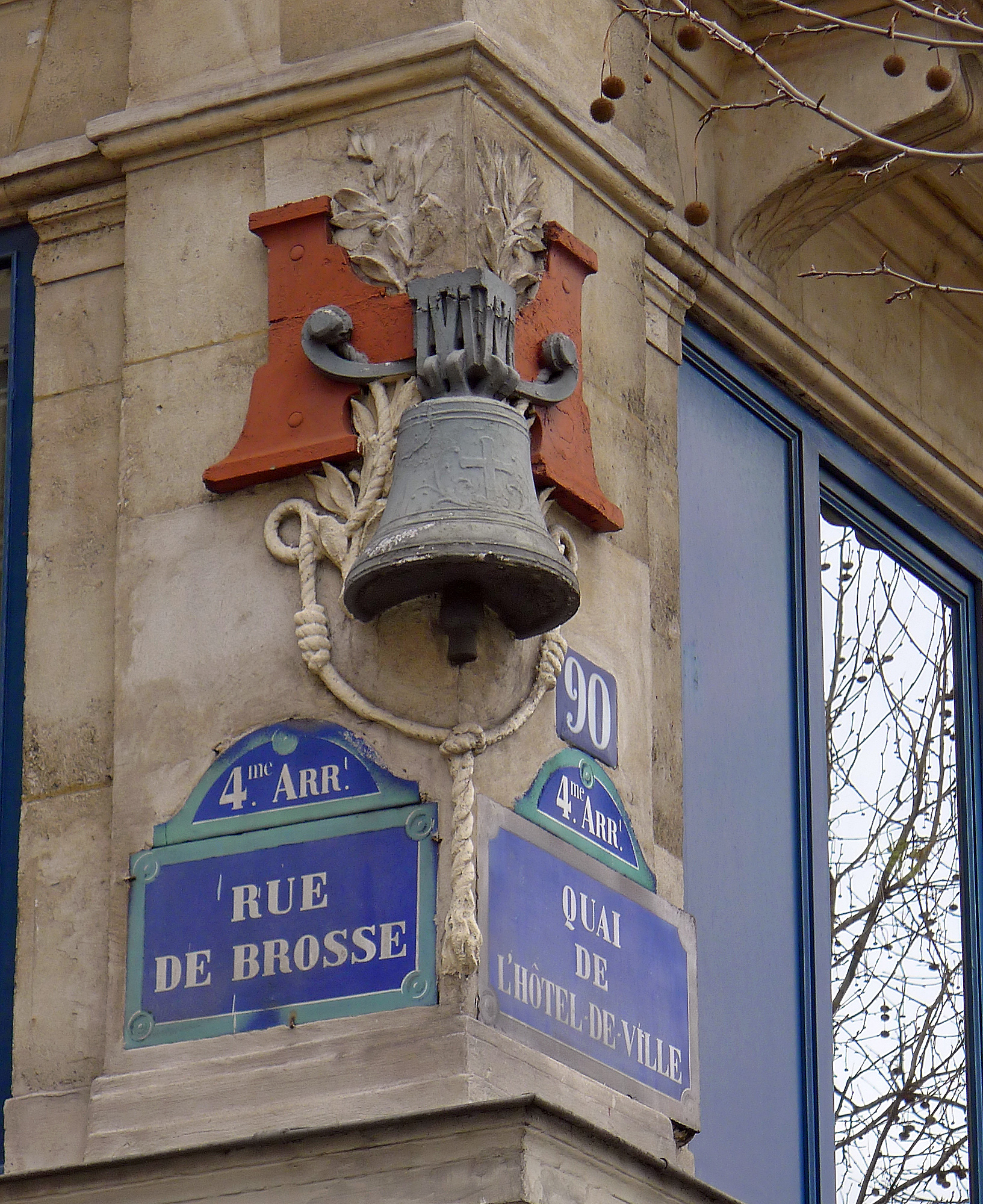
Élément décoratif en forme de cloche à l'angle de la rue et du quai de l'Hôtel-de-Ville.

## Historique
Elle est citée dans Le Dit des rues de Paris, de Guillot de Paris, sous le nom de « rue a Moines-de-Lonc-Pont ».
Sur le livre de taille de 1292, elle est nommée « rue Estienne-de-Bailly ».
Elle tient son nom des moines de l'abbaye de Longpont, près de Soissons, qui avaient un hospice dans cette rue. 
Cette rue a changé de nom au cours du temps : successivement « rue aux Moines-de-Longpont », puis « rue du Port-Saint-Gervais » et « rue du Longpont ».
Elle est citée sous le nom de « rue de Long pont » dans un manuscrit de 1636.
Une décision ministérielle du 13 thermidor an V (31 juillet 1797) signée François de Neufchâteau fixe la largeur de cette voie publique à 8 mètres. Cette largeur est portée à 15 mètres, en vertu d'une ordonnance royale du 19 mai 1838.
Au XIXe siècle, la « rue de Longpont », qui devint en 1838 « rue Jacques-de-Brosse », d'une longueur de 92 mètres, était située dans l'ancien 9e arrondissement, quartier de l'Hôtel-de-Ville et commençait aux 46-48, quai de la Grève et finissait au 14, rue du Monceau-Saint-Gervais (devenue rue François-Miron en 1838), et au 2, rue du Pourtour-Saint-Gervais.
Les numéros de la rue étaient noirs. Le dernier numéro impair était le no 15 et le dernier numéro pair était le no 8.
Elle prend par ordonnance du 14 décembre 1838 le nom de « rue Jacques-de-Brosse ». 
Extrait de la lettre ministérielle : 

« Paris, le 22 décembre 1838. Monsieur le préfet, sa majesté a approuvé, ainsi que vous l'aviez proposé, que le nom de rue de Long-Pont fût changé en celui rue de Jacques-de-Brosse, l'architecte si distingué de l'église Saint-Gervais, etc. »

Par l'arrêté du 4 juin 1881, elle devient « rue de Brosse ».

## Bâtiments remarquables et lieux de mémoire
A l’angle avec la place Saint-Gervais était la maison qu’habita, en 1733, Voltaire. Il y rencontra, pour la première fois, Madame du Châtelet.